# Ctenocephalides craterus
Ctenocephalides craterus är en loppart som först beskrevs av Jordan et Rothschild 1913.  Ctenocephalides craterus ingår i släktet Ctenocephalides och familjen husloppor. Inga underarter finns listade i Catalogue of Life.